# اندرمالیپالام
اندرمالیپالام (به انگلیسی: Andarmullipallam) یک منطقهٔ مسکونی در هند است که در تامیل نادو واقع شده‌است.